# Alfons Schnegg

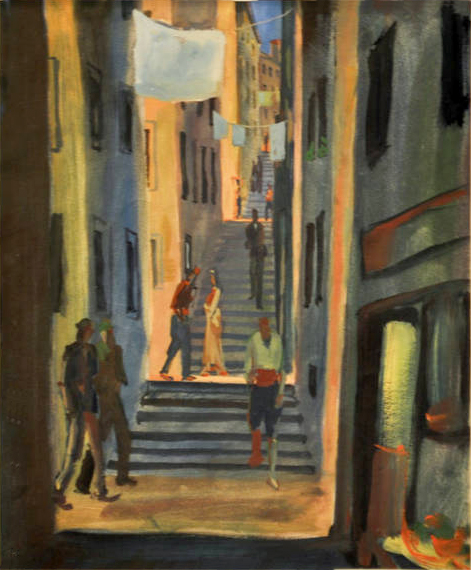
Dubrovnik 1929

Alfons Schnegg (auch Alphons, auch Schnegg-Mühlau; * 2. November 1895 in Mühlau; † 10. April 1932 in Innsbruck) war ein österreichischer Maler des Spätimpressionismus.
Schnegg besuchte die Innsbrucker Gewerbeschule, war in der Tiroler Glasmalereianstalt in Wilten tätig und studierte ab 1914 Malerei an der Akademie der bildenden Künste München. Den Zeitraum von 1915 bis 1918 verbrachte Schnegg im Kriegsdienst an der Südfront. Er ließ sich 1918 in Mühlau nieder.
Gemeinsam mit Ernst Nepo (1895–1971), Rudolf Lehnert (1893–1932), Herbert Gurschner (1901–1975) und Sidonius von Schrom (1887–1960) bildete er den Mühlauer Kreis. 1925 wurde er Mitbegründer der Künstlervereinigung „Waage“.
1929 verbrachte er vier Monate auf einem Studienaufenthalt in Dalmatien und Bosnien, 1930 besuchte er Italien.
Schnegg beschäftigte sich mit Ölbildern, Holzschnitten und Wandmalereien (u. a. im Kriegerdenkmal in Fiss in Tirol).
Alfons Schnegg starb wegen Lungentuberkulose im Alter von 37 Jahren.